# 龍炎高校伝説コレクション
『龍炎高校伝説コレクション』（りゅうえんこうこうでんせつコレクション）(The Legend of the Dragonflame Highschool Collection)は、HUNTERSにより開発されたゲームソフト。ジャンルはベルトスクロールアクションゲーム。

## 概要
HUNTERSからSteamで発売された龍炎高校伝説と続編の龍炎高校伝説2が収録されている。１作目では龍一が妹の美雪を救いにいく戦いが描かれ、２作目では修学旅行で大阪に来た龍一達と地元の高校との抗争が描かれている。

## キャラクター
- 龍一…主人公で龍炎高校に通う高校生。
- 美雪…龍一の妹。
- 虎太郎…黒龍高校に通う高校生。
- ひろし…龍一の友人。
- 閻魔…地獄高校を支配する高校生。１作目に登場。
- ルシファー…悪魔高校に君臨する高校生。２作目に登場。

## ゲーム内容
プレイヤーは龍一を操作し、絡んでくる不良たちをパンチやキックで倒していく。道路に落ちているゴミ箱やサッカーボールなどを蹴り飛ばしてダメージを与えることもできる。倒された敵はお金を落とし、それを入手することでお金を貯めることができ、ショップで食事をしてステータスを強化したり技の本を買って新しい技を覚えることができる。 

## 設定

### ステージ構成
行く先々では様々な学校の生徒が登場する。
画面の右端に進むと次のステージに進めるが、画面内に敵がいる場合は全て倒さなければならない。
ただし、一度敵を全て倒したステージは倒さずに通り抜けることができる。
| シリーズ | 学校名         | 解説                                                                         | ボス                                                   |
| -------- | -------------- | ---------------------------------------------------------------------------- | ------------------------------------------------------ |
| 1        | 黒龍高校       | 黒い学ランを来た生徒が登場する。                                             | 虎太郎                                                 |
| 1        | おとぎ高校     | おとぎ話のキャラクターをモチーフとした生徒が登場する。                       | 桃太郎                                                 |
| 1        | 忍者学園       | 忍者の服を着た生徒が登場する。各忍者は戦闘前は地蔵などに变化している。       | 半蔵                                                   |
| 1        | 地獄高校       | 地獄高校入り口、各階ではそれぞれボスが登場する。                             | 羅刹、夜叉、風神、雷神、阿修羅、閻魔                   |
| 2        | 西竜高校       | 赤い学ランを着た生徒が登場する。                                             | 天王寺                                                 |
| 2        | モンスター学園 | モンスターの被り物をした生徒が登場する。                                     | ドラキチ                                               |
| 2        | 歌舞伎学園     | 歌舞伎をモチーフとした生徒が登場する。                                       | 獅子                                                   |
| 2        | 悪魔高校       | 悪魔をモチーフとした生徒が登場する。入り口、各階ではそれぞれボスが登場する。 | ベルゼブ、ベルフェ、オセ、サタン、ベリアル、ルシファー |